# Дьяченко, Георгий Данилович
Георгий Данилович Дьяченко (13 августа 1913, Новомалороссийская, Выселковский район — 2 января 1982, Ленинград) — советский морской офицер, контр-адмирал (1962). Участник Великой Отечественной войны на Чёрном море, командир 1-й бригады торпедных катеров Черноморского флота. Специалист в области тылового обеспечения ВМФ, педагог, доктор военно-морских наук (1966), профессор (1968), заслуженный деятель науки и техники РСФСР (1974).

## Биография
Родился 13 августа 1913 года в станицы Новомалороссийская Краснодарского края. Призван в РККФ в октябре 1931.
В 1934 году окончил Военно-морское училище им. М. В. Фрунзе. С 1934 года командир торпедного катера, командир звена торпедных катеров Тихоокеанского флота. В 1937 году был репрессирован. В 1938 году вновь призван на службу и назначен командиром катера и отряда бригады торпедных катеров Черноморского флота.

### Великая Отечественная война
С 1940 года и  годы Великой Отечественной войны служил начальником 3-го отделения 2-го отдела Штаба Черноморского флота. Был начальником штаба бригады торпедных катеров, командовал 1-й бригадой торпедных катеров Черноморского флота в звании капитана 2-го ранга в период 1.04.1944 — 1.03.1945. С 1945 года — заместитель начальника штаба, а с 1946 года — командир Охраны водного района Северо-Западного морского оборонительного района Черноморского флота. В 1949 году окончил Военно-морскую академию. С 1949 года являлся старшим преподавателем кафедры стратегии и оперативного искусства Военно-морской академии.

### Преподавательская и научная деятельность
В ноябре 1953 года возглавил кафедру атомного оружия, в июле 1957 года стал начальником кафедры базирования флота, с 1959 года — кафедры базирования и тылового обеспечения флота, а в 1960—1975 годах — кафедры тыла флота. Контр-адмирал (1962). Доктор военно-морских наук (1966), профессор (1968), заслуженный деятель науки и техники РСФСР (28.02.1974). Автор ряда фундаментальных трудов по вопросам базирования сил флота, защите от оружия массового поражения и тылового обеспечения сил флота; ему принадлежит ведущая роль в обосновании преподавания дисциплины по тыловому обеспечению сил флота. В академии под его руководством впервые вышел учебник «Атомное оружие и защита от него» (в 4 частях).
Вышел в отставку 27 декабря 1974 года на 44 году службы. Умер 2 января 1982 года. Похоронен на Серафимовском кладбище в городе Санкт-Петербурге.

## Награды
Награждён орденами и медалями СССР :
- Орден Красного Знамени 27.06.1942
- Медаль «За оборону Севастополя» 1942
- Орден Красного Знамени 19.10.1943
- Орден Ушакова II степени 16.06.1944
- Медаль «За оборону Кавказа» 1944
- Медаль «За боевые заслуги» 03.11.1944
- Медаль «За победу над Германией в Великой Отечественной войне 1941—1945 гг.» 1945
- Орден Отечественной войны I степени 19.02.1946
- Орден Красной Звезды 05.11.1946
- Орден Красного Знамени 21.08.1953

Награждён орденами и медалями иностранных государств:
- Медаль «25 лет освобождения Румынии» 24.10.1969
- Орден «Тудор Владимиреску» II степени 1.10.1974